# Retour de la chasse

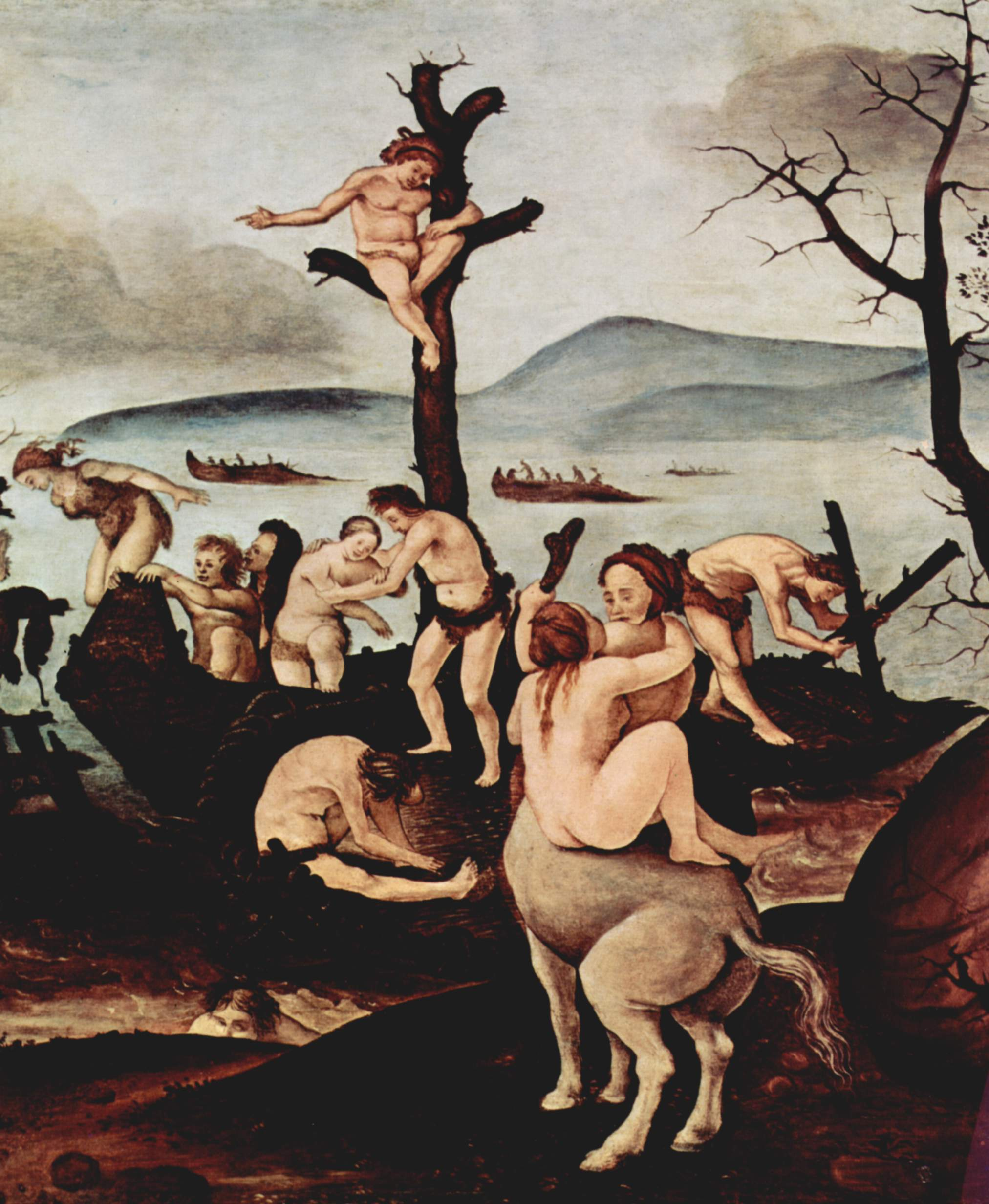
Détail

Le Retour de la chasse est une peinture à l'huile sur panneau bois de 70,5 × 168,9 cm réalisée par l'artiste italien de la Renaissance Piero di Cosimo, datée de 1500 à 1505 environ et conservée au Metropolitan Museum of Art de New York. L'œuvre fait partie de la série des Histoires de l'humanité primitive. 

## Histoire
Le panneau est généralement identifié à ceux qui décoraient une pièce du Palazzo Del Pugliese à Florence, vus et décrits par Vasari. Par ses dimensions, c'était probablement un dosseret, une tête de lit (spalliera di letto). Avec La Chasse primitive, il entra au musée de New York en 1875, par un don de Robert Gordon.

## Description et style
La série est dédiée aux histoires de l'humanité avant la découverte du feu, sans connaissance des métaux et donc des armes. Dans ce panneau, la seconde des histoires, les premiers signes de vie communautaire et la conquête des connaissances techniques par l'humanité apparaissent, vers des progrès des premières formes de civilisation. 
La scène montre un groupe d'hommes primitifs, vêtus de peaux, revenant d'une chasse, sur fond d'un grand lac, sur lequel naviguent des bateaux. À gauche, un homme dépose un sanglier tué qu'il portait sur ses épaules et un bœuf mort gît à côté de lui. Sur un bateau, décoré de branches et de têtes de loups, se trouve un couple et un homme qui charge des proies mortes à l'avant. Dans le bateau suivant, plus encombré, un homme hissé sur le mât indique la direction, tandis que quelques femmes, aidées par des hommes, débarquent ou sautent dans l'eau ; un homme place deux piquets sur la poupe à l'aide d'une corde, seul moyen d'assemblage à ce stade de l'humanité. Pendant ce temps au premier plan, à droite, une femme séduit un centaure alors qu'elle est sur son dos. 
Dans le lac enfumé en arrière-plan,   d'autres bateaux sont visibles et encore, comme dans les autres panneaux, le thème du feu flamboie dans une forêt sombre au loin. 